# Piper clavibracteum
Piper clavibracteum är en pepparväxtart som beskrevs av C. Dc.. Piper clavibracteum ingår i släktet Piper och familjen pepparväxter. Inga underarter finns listade i Catalogue of Life.